# Upside Down (End of You)
Upside Down è un brano musicale del gruppo finlandese End of You, estratto come secondo singolo dall'album Unreal del 2006.

## Tracce
1. Upside Down – 4:27
2. Online – 4:07

La traccia Online è inclusa anche nel primo album in studio Unreal del 2006 solo nell'edizione digipak.

## Formazione
- Jami Pietilä - voce
- Jani Karppanen - chitarra
- Joni Borodavkin - tastiere
- Timo Lehtinen - basso
- Mika Keijonen - batteria